# Psilocera scutellata
Psilocera scutellata är en stekelart som beskrevs av Sureshan 2001. Psilocera scutellata ingår i släktet Psilocera och familjen puppglanssteklar. Inga underarter finns listade i Catalogue of Life.